# Shahdadkot
Shahdadkot (Sindhi شھدادڪوٽ, Urdu شہدادکوٹ) ist eine Stadt innerhalb des Distrikts Qambar Shahdadkot in der Provinz Sindh in Pakistan. Die Stadt befindet sich Nahe der Grenze zu Belutschistan.

## Geschichte
Der alte offizielle Name von Shahdadkot ist Shahdadpur. Es sind noch alte registrierte Dokumente aus der Zeit Britisch-Indiens verfügbar, die den alten Namen angeben. Die Notwendigkeit, den Namen zu ändern, entstand, als der Postdienst von der damaligen britisch-indischen Regierung gestartet wurde. Es gab eine andere Stadt mit dem gleichen Namen Shahdapur im damaligen Hyderabad und heute im Distrikt Sangher von Sindh, die akute Postschwierigkeiten verursachte. Postzustellungen der einen Stadt wurden fälschlicherweise in eine andere Stadt geschickt, weshalb der Name einer der beiden geändert werden musste.

## Bevölkerungsentwicklung
| Zensusjahr | Einwohnerzahl |
| ---------- | ------------- |
| 1972       | 24.323        |
| 1981       | 32.888        |
| 1998       | 59.836        |
| 2017       | 118.915       |

## Wirtschaft
In der Sommersaison ist das Wetter in der Stadt heiß und trocken. Im Mai und Juni steigt die Temperatur auf bis zu 52 Grad. Aufgrund des extrem heißen Wetters ist Reis eine häufige Ernte in dieser Region und hat die Stadt zum zweitgrößten Reismarkt in der Provinz Sindh gemacht.